# Glossocircuit
Het Glossocircuit is een rallycross-circuit in Arendonk te België.

## Beschrijving
Het circuit bestaat voor 60% uit asfalt en 40% uit grind. Op het circuit worden races verreden om het Belgisch en regionaal kampioenschap rallycross. Het circuit is 12-15 meter breed en 950 meter lang. 3 van de bochten hebben een naam: de Willy Sneyersbocht, de Herman Campersbocht en de Panoramabocht.

## Geschiedenis
Het circuit is aangelegd in 1972 door Glosso Racing Team. In 1992 was het ontdekt dat de helft van het circuit in een natuurgebied lag. Pas in 2017 kwam er een oplossing door het nieuwe provinciaal ruimtelijk uitvoeringsplan van dat jaar, genaamd "Uitbreiding rallycrosscircuit", wat ervoor zorgde dat het circuit volledig in een recreatiezone lag. Het circuit moest wel aanpassingen maken om overlast te voorkomen, zoals een geluidsmuur plaatsen of geen verharding op nabijliggende weilanden. In 2020 tekende een buurtbewoner uit Oud-Turnhout een beroep aan, die in september 2021 werd verworpen. Minister Demir gaf toen het circuit een definitieve vergunning. In 2022 vierde het circuit haar 50-jarige bestaan.